# Joschkar-Ola
Joschkar-Ola (russisch und Mari Йошкар-Ола, russische Betonung Йошка́р-Ола́; bis 1919 Zarjowokokschaisk/Царёвококшайск, 1919–1927 Krasnokokschaisk/Краснококшайск) ist die Hauptstadt der Teilrepublik Mari El in Russland mit 248.782 Einwohnern (Stand 14. Oktober 2010).
Die Stadt liegt am Wolga-Nebenfluss Kleine Kokschaga (Malaja Kokschaga) und besitzt Universitäten und Hochschulen, Theater, Gerätebau-, Halbleiter- und Maschinenindustrie.

## Geschichte
Joschkar-Ola wurde 1584 als militärische Festung nach der Eroberung des Mari-Gebietes durch Russland gegründet. Die ursprüngliche Bezeichnung der Siedlung war „Stadt des Zaren an der Kokschaga“ (russisch Царёв город на Кокшаге). Daraus entstand der erste Name Joschkar-Olas – Zarjowokokschaisk.
Zu Beginn des 18. Jahrhunderts kam Joschkar-Ola zum Gouvernement Kasan. 1897 gab es im Ort fünf Kirchen und ein Krankenhaus.
1919 wurde die Stadt in Krasnokokschaisk („Rote Stadt an der Kokschaga“) umbenannt, seit 1927 trägt sie den einheimischen Namen Joschkar-Ola (auf Mari „Rote Stadt“).

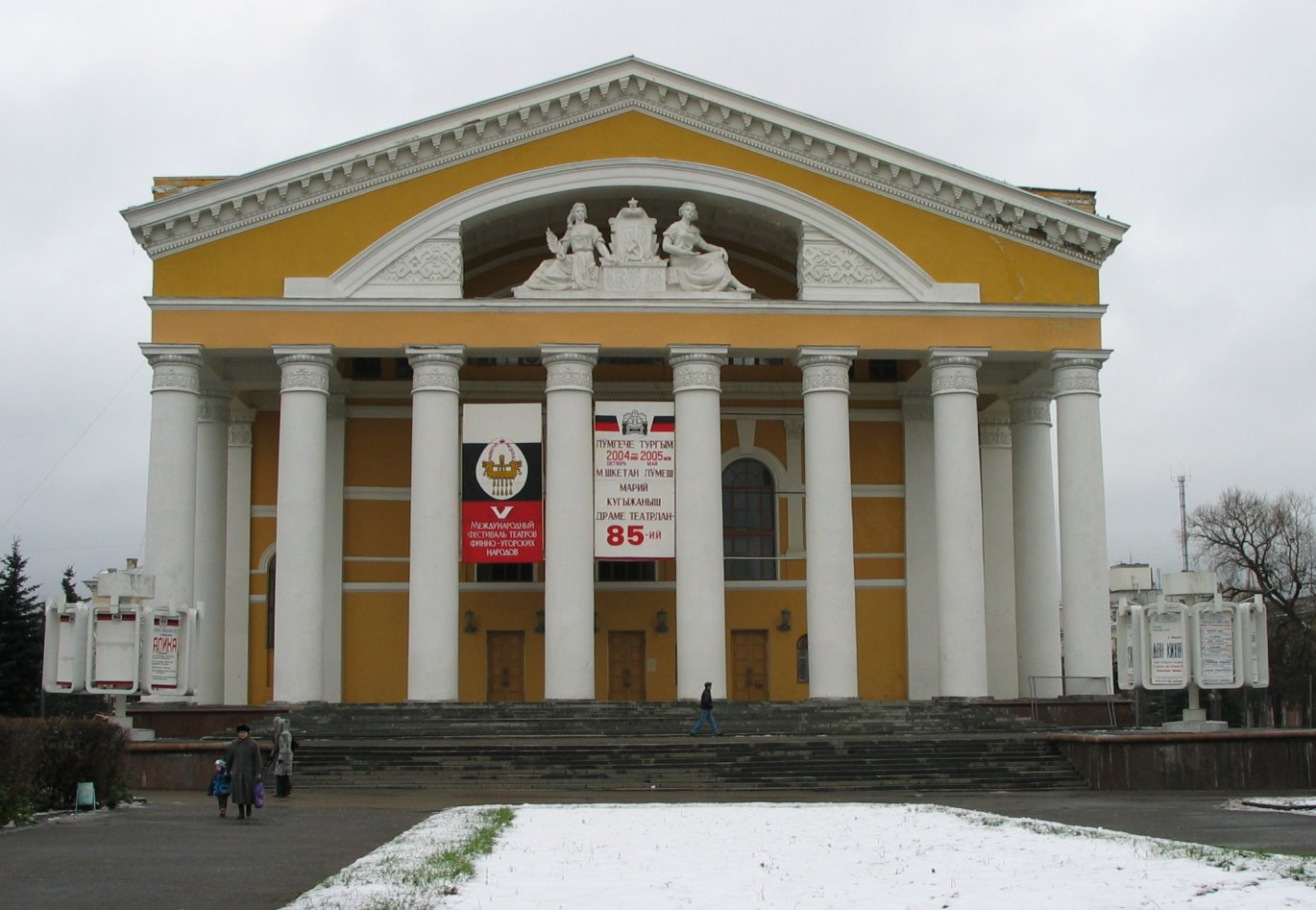
Joschkar-Ola, Nationaltheater

### Bevölkerungsentwicklung
| Jahr | Einwohner |
| ---- | --------- |
| 1897 | 1.658     |
| 1939 | 27.179    |
| 1959 | 88.744    |
| 1970 | 166.073   |
| 1979 | 201.371   |
| 1989 | 241.601   |
| 2002 | 256.719   |
| 2010 | 248.782   |

Anmerkung: Volkszählungsdaten

### Die Stadt als Namensgeber
Der am 11. Oktober 1980 entdeckte Asteroid (2910) Yoshkar-Ola wurde 1984 nach der Stadt benannt.

## Verkehr

### Fernverkehr
Joschkar-Ola liegt an der Fernverkehrsstraße „Wjatka“ und ist somit direkt an die Städte Tscheboksary (80 km) und Kirow (330 km) angebunden. Täglich fährt der Nachtzug „Марий-Эл“ in ca. 15 Stunden nach Moskau (Kasaner Bahnhof). Außerdem gibt es nördlich der Stadt einen Flugplatz.

### Nahverkehr
In der Stadt bestehen drei Arten des öffentlichen Personennahverkehrs. Die erste Autobuslinie öffnete bereits am 21. Juni 1931. Bis heute wurde das Streckennetz auf 13 Linien mit einer Gesamtlänge von 249 km ausgeweitet. In der Stadt fahren zum größten Teil Busse der Marke PAS. In einem Sanierungsprogramm von 2001 bis 2007 wurden 200 neue Busse angeschafft. Außerdem sind 50 geleaste Busse des Typs „Aurora“ im Einsatz. Des Weiteren verfügt die Stadt über ein Oberleitungsbusnetz mit 12 Linien und einer Länge von 234 km. Die erste Linie ging am 5. November 1970 in Betrieb. 85 % der Personenbeförderung innerhalb der Stadt werden durch den Oberleitungsbus bewältigt. In beiden Bussen kostet eine Fahrt 10 Rubel.
Neben dem Bus verkehren auf 19 Linien Marschrutkas in der Stadt. Der Fahrpreis beträgt 23 Rubel.

## Weiterführende Bildungseinrichtungen
- Filiale der Offenen Sozialuniversität Moskau
- Institut für Staatsdienst und Verwaltung beim Präsidenten der Republik Mari El
- Staatliche Technische Universität der Republik Mari El
- Staatliche Universität der Republik Mari El
- Staatliches Pädagogisches N.-K.-Krupskaja-Institut der Republik Mari El

## Städtepartnerschaften
Joschkar-Ola listet folgende Partnerstädte auf:
- Szombathely, Ungarn, seit 1971
- Bourges, Frankreich, seit 1990
- Princeton, Vereinigte Staaten, seit 2003

## Sport
In Joschkar-Ola befinden sich Sportstätten für die verschiedensten Sportarten. Zu den wichtigsten zählen die zwei Eislaufhallen, das Leichtathletikstadion „Druschba“ und ein Tennisstadion. Außerdem gibt es den Sportkomplex „Spartak“ mit einigen Sportplätzen und -hallen, zwei große Schwimmhallen, in denen Wettkämpfe ausgetragen werden, und eine kleine mit drei Bahnen, die für Wasseraerobic genutzt wird. Vor allem Eishockey und Fußball werden in der Stadt gespielt, aber auch die Leichtathletik und der Eiskunstlauf haben viele Anhänger in der Stadt. Der Fußballverein „Spartak Joschkar-Ola“ spielt in der vierten russischen Liga in der Zone Priwolschje und gewann diese sogar 1999. Aber auch andere (in erster Linie Kampf-)Sportarten werden aktiv betrieben, unter ihnen Boxen, Ringen und Judo.

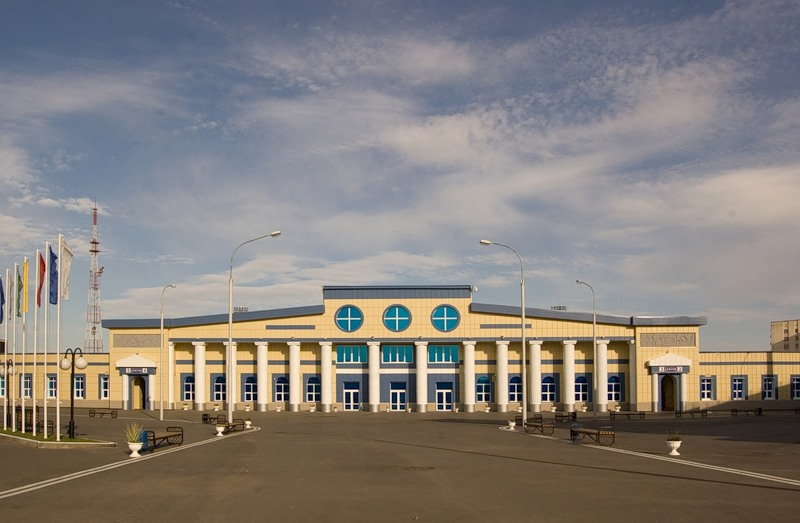
Das Stadion „Druschba“
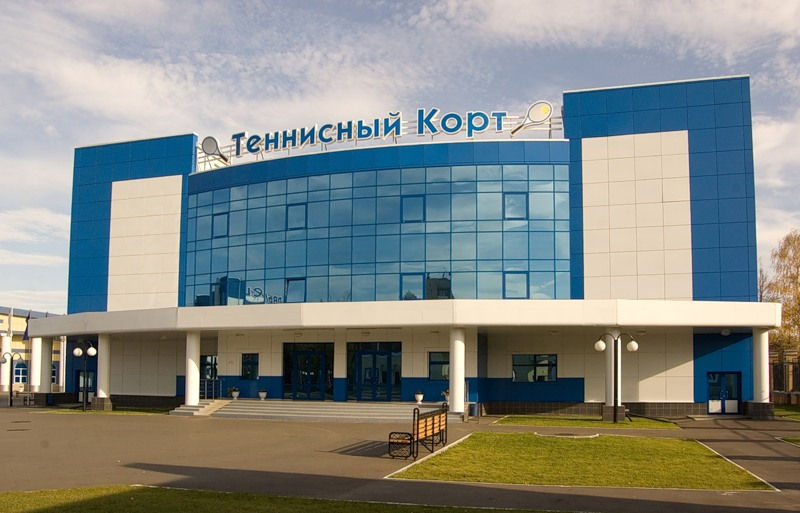
Das Tennisstadion in Joschkar-Ola

## Klimatabelle
|                       | Jan   | Feb   | Mär   | Apr  | Mai  | Jun  | Jul  | Aug  | Sep  | Okt | Nov  | Dez   |   |      |
| Mittl. Tagesmax. (°C) | −9,9  | −7,5  | −0,6  | 9,4  | 18,4 | 22,6 | 24,5 | 22,4 | 15,6 | 6,3 | −1,2 | −5,9  | ⌀ | 7,9  |
| Mittl. Tagesmin. (°C) | −17,9 | −16,6 | −10,1 | −0,3 | 6,0  | 10,3 | 12,8 | 10,6 | 6,0  | 0,0 | −6,3 | −12,5 | ⌀ | −1,4 |
|                       |       |       |       |      |      |      |      |      |      |     |      |       |   |      |
| Niederschlag (mm)     | 32    | 25    | 24    | 34   | 40   | 61   | 82   | 60   | 54   | 53  | 46   | 37    | Σ | 548  |
|                       |       |       |       |      |      |      |      |      |      |     |      |       |   |      |
| Regentage (d)         | 9     | 7     | 7     | 7    | 8    | 10   | 10   | 9    | 9    | 11  | 10   | 10    | Σ | 107  |

| −17,9 |

| −16,6 |

| −10,1 |

| −0,3 |

| 6,0 |

| 10,3 |

| 12,8 |

| 10,6 |

| 6,0 |

| 0,0 |

| −6,3 |

| −12,5 |

| −17,9 |

| −16,6 |

| −10,1 |

| −0,3 |

| 6,0 |

| 10,3 |

| 12,8 |

| 10,6 |

| 6,0 |

| 0,0 |

| −6,3 |

| −12,5 |

## Söhne und Töchter der Stadt
- Juri Medwedkow (* 1928), sowjetisch-US-amerikanischer Geograph und Hochschullehrer
- Sinaida Woronina (1947–2001), Kunstturnerin und Olympiasiegerin 1968
- Rubin Abdullin (* 1950), Pianist, Organist und Musikpädagoge
- Tatjana Nikitina (* 1954), Mediävistin und Ethnologin
- Alewtina Iwanowa (* 1975), Langstreckenläuferin
- Darja Sadkowa (* 2008), Eiskunstläuferin

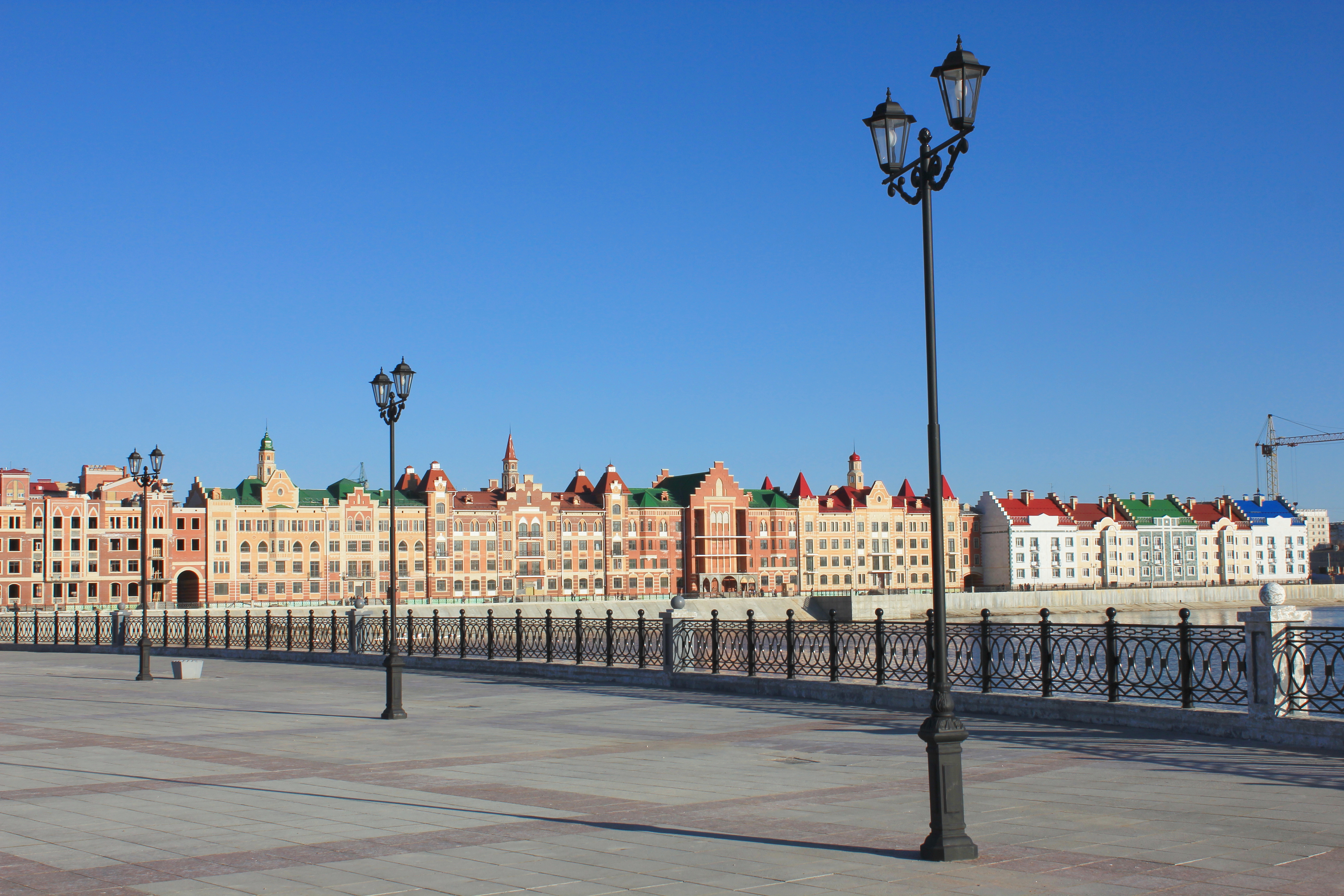
Hafen von Joschkar-Ola
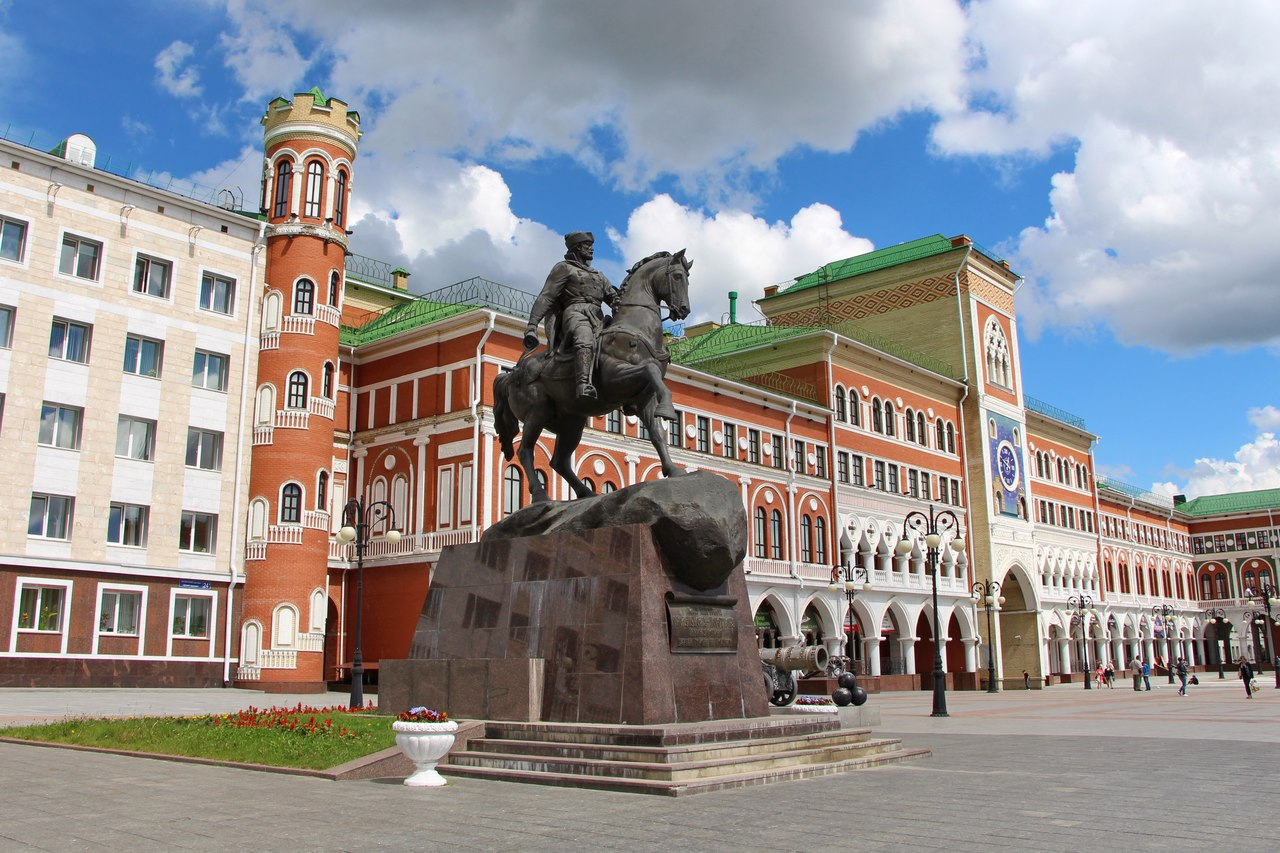
Obolensky-Nogotkow-Platz in Joschkar-Ola mit der Nationalgalerie im Hintergrund
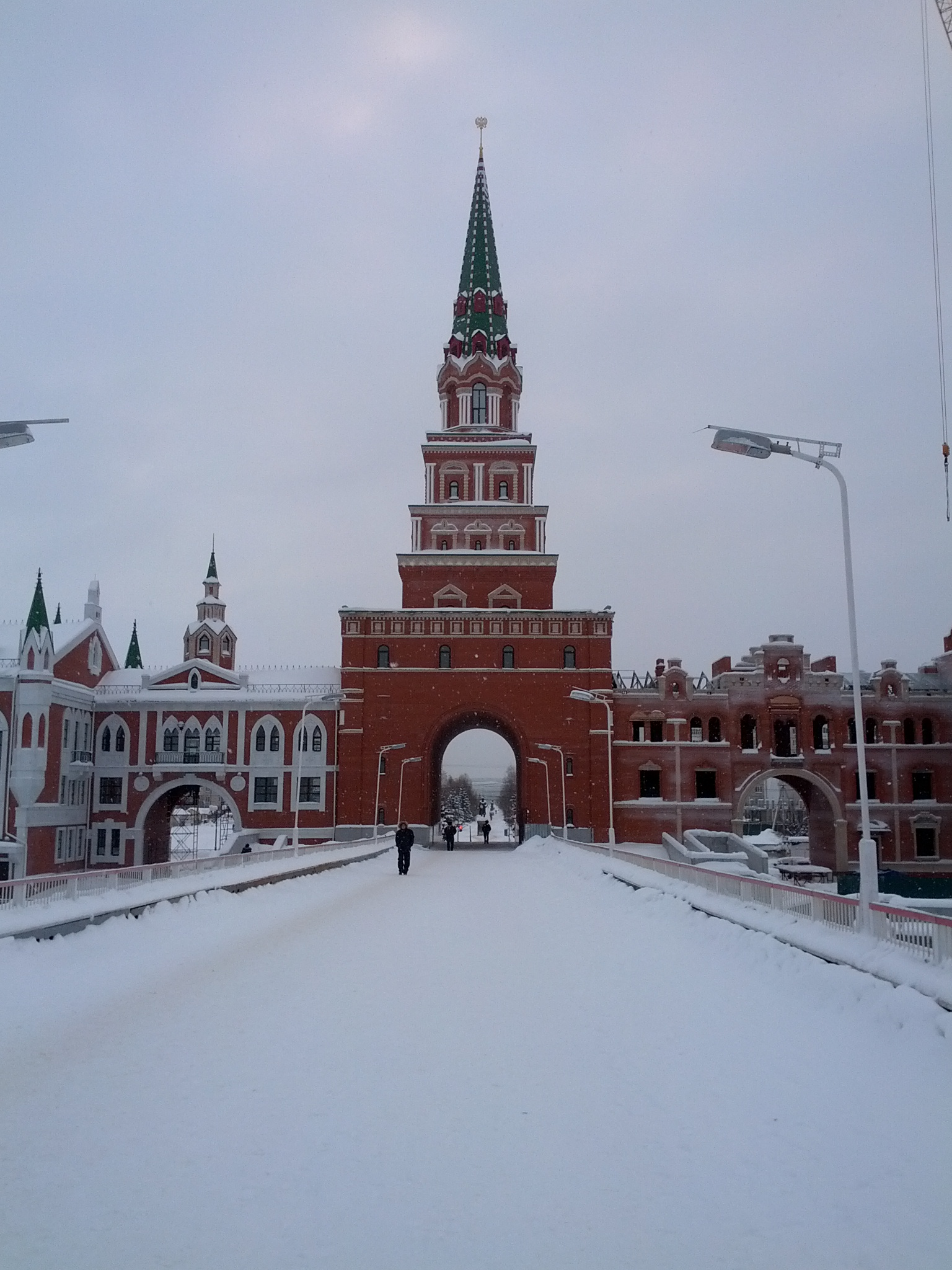
Stadttor von Joschkar-Ola